# Адаптивная архитектура
Адаптивная архитектура (Responsive architecture) — это развивающаяся область архитектурной практики, которая измеряет состояние окружающей среды, адаптируя свою форму, цвет или функцию к целям наибольшего соответствия требованиям эксплуатации. К адаптивной архитектуре относится вид архитектурных объектов, которые демонстрируют способность изменять свои характеристики в соответствии с изменениями условий эксплуатации.

## Происхождение термина
Термин «Адаптивная архитектура» был дан Николосом Негропонте, который первый применил его в конце шестидесятых годов, когда пространственные задачи дизайна начали рассматриваться с применением кибернетики. Негропонте предлагал рассматривать архитектуру как интеграцию вычислительных технологий и построения пространств и структур, связка которых давала бы в результате более эффективный и рациональный результат эксплуатации.

## Цели и особенности
Адаптивная архитектура стремится усовершенствовать и расширить знания в области строительства за счет тесной интеграции смежных дисциплин — теории энергоэффективности зданий и динамики архитектурных объектов.
Адаптивная архитектура отличается от других форм интерактивного дизайна включением интерактивных систем в основные элементы объёма. Например, путём включения технологий реагирования в несущий каркас здания, архитекторы имеют возможность связывать форму здания непосредственно к изменениям окружающей среды. Это позволяет пересмотреть традиционные принципы создания архитектурных объектов и их дальнейшей эксплуатации.

## Примеры адаптивной архитектуры
В современной России существует единственное здание относящееся к адаптивной архитектуре: так называемое здание «ГИПЕРКУБ». Здание построено по проекту архитектора Бориса Бернаскони. Это первое инновационное здание в Инновационном центре «Сколково».